# غوبيو

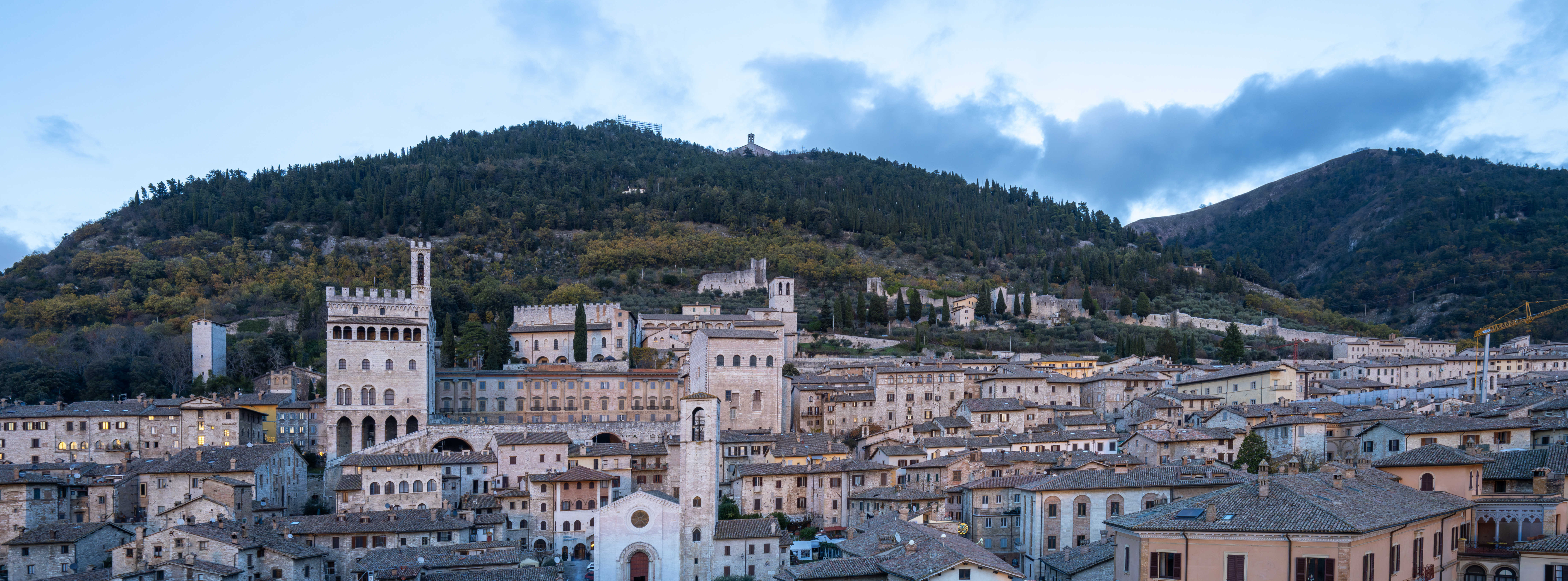
غوبيو

غوبيو (بالإيطالية: Gubbio)‏ والّتي عُرِفَت قديماً باسم إغوبيوم (باللاتينية: Iguvium) - مدينة إيطالية في أقصى الجزء الشمالى الشرقى من مقاطعة بيرودجا بإقليم أومبريا وسط البلاد. تقع على أدنى منحدر لجبل إينجينو الصغير من الأبينيني.
يبلغ عدد قاطنيها 32.674 ساكن. مساحتها بلدية البالغة 525.08 كلم² هي الأكبر في الإقليم والسابعة في إيطاليا.
وجدت بها ألواح إغوبيوم الّتي تسجّل أفعال وشعائر 12 كاهن من عبّاد يوبيتر كانوا يمارسون عقيدتهم بالمنطقة، وهي أهمّ مكتوبات اللغة الأومبرية المنقرضة فكتب فيهم عالم اللغة الفرنسي ميشال بريال.

## السكان
في سنة 1861 بلغ عدد السكان 21٬686 نسمة، وتطور العدد ليصل في سنة 2011 لـ 32٬432 نسمة.
يظهر هذا المخطط البياني تطور النمو السكاني لـ غوبيو

## توأمة
لغوبيو اتفاقيات توأمة مع كل من:
- فرتهايم آم ماين
- ثان
- سالون دو بروفانس
- فيتيربو
- نولا

## أعلام
- قايدو غاتي
- جياكومو كازولي
- توماسو كانشيلوتي
- فيديريكو دا مونتيفيلترو
- ماري من إنغيان